# Splendor (bedrijf)
Splendor was een bedrijf te Nijmegen dat gloeilampen fabriceerde.

## Geschiedenis

### 1915-1929
Op 15 maart 1915 richtten A. De Graauw en A. Thomann de vennootschap onder firma Gloeilampenfabriek Nijmegen op. Men startte het bedrijf aan de Schoolstraat. Een aantal maanden later verkregen zij de vergunning voor de bouw en de start van de fabriek aan de van Gentstraat 70-72-74 in Nijmegen. 
In de fabriek produceerden zij radiolampen, gelijkrichterlampen en verlichtingslampen. Al snel bleek de fabriek te klein en in 1923 werd besloten om tijdelijk een extra bedrijfsruimte te huren aan de Dr. Jan Berendsstraat in Nijmegen. 
In 1926 werd het merk Splendor ingevoerd, dat al snel befaamd raakte. Daarom werd in 1927 de naam van het bedrijf gewijzigd in: NV Splendor Gloeilampenfabrieken. Later fabriceerde men ook miniatuur-, fiets- en autolampen.
In hetzelfde jaar ontstonden ook de plannen voor een grotere fabriek die gebouwd zou moeten worden aan de St. Annastraat in Nijmegen. Het bakstenen hoofdkantoor, ontworpen door architect C. van Pothoven, is geclassificeerd als gemeentelijk monument. In dit gebouw hebben enkele glas-in-loodramen gezeten, gemaakt door Heinz van Teeseling. Deze getuigen van technologisch optimisme. De Vereniging Splendor Historie en de huidige eigenaren van het gebouw hebben deze ramen in 2009 teruggeplaatst. 's Avonds worden ze, van binnenuit, verlicht. Een jaar later, 1927 werd de fabriek in gebruik genomen. 
In 1928 ontstond een conflict tussen de fabriek en Philips in verband met mogelijke schending van een octrooirecht. De Justitie te Arnhem deed onderzoek en bezocht samen met een aantal Philipsmensen de fabriek in Nijmegen tegen de wil van de directie. Zij schakelden de minister van Justitie in om te voorkomen dat de Philips mensen nog langer mochten rondlopen in de fabriek. Het onderzoek leverde niets op. 

### 1929 - 1939
Op 1 januari 1929 werd dr. Anton Jurgens jr. (tot dan toe directeur van de Anton Jurgens Margarinefabrieken uit Oss) aangesteld als mededirecteur.  Het bedrijf groeide in die jaren naar ruim 1100 werknemers die ongeveer 150.000 lampen produceerden per week.
Begin 1929 besloot Philips zijn zinnen te zetten op de gloeilampenfabriek. Als eerste zet werd een stuk bouwgrond direct naast het perceel van de fabriek van Splendor aangekocht. De gemeente Nijmegen verleende uiteindelijk geen bouwvergunning, maar dat was waarschijnlijk ook helemaal niet het werkelijke plan van Philips. De grondaankoop was enkel bedoeld om toekomstige uitbreidingen van Splendor te blokkeren. Halverwege 1929 kwamen de eerste signalen dat Philips in gesprek zou zijn met de Splendorfabriek over een mogelijke fusie. Voorbereidend daar op zou de Splendorfabriek reeds het complex fabrieksgebouwen en terreinen van de margarinefabriek in Oss hebben aangekocht waarbij Philips de verbouwing van de fabriek op zich zou nemen.
Eind 1929 werd Philips eigenaar van de Splendorfabriek en voerde kort daarna een ingrijpende reorganisatie door. Alle werknemers van buiten Nijmegen werden ontslagen of te werk gesteld in de nieuwe fabriek in Oss, onder leiding van Philipsvakmensen. Bij de Nijmeegse fabriek bleven op dat moment nog ongeveer 200 mensen werken. Ook nam Philips de NEGLIN fabriek (opgericht in 1924) over, die zgn. bollen maakte voor de autoverlichting. Deze fabriek werd toegevoegd aan Splendor..

### Tweede Wereldoorlog
In 1940 werkten ongeveer 500 mensen bij Splendor. Tijdens de Tweede Wereldoorlog werd het bedrijf onder gezag van het Duitse Osram geplaatst. Hierdoor waren de Splendorwerknemers in eerste instantie vrijgesteld van dwangarbeid in Duitsland. Ondanks de gebrekkige grondstoffentoevoer bleef de fabriek open, maar deze ging in 1944 wel met kortere diensten werken.  

### 1945 - 1970

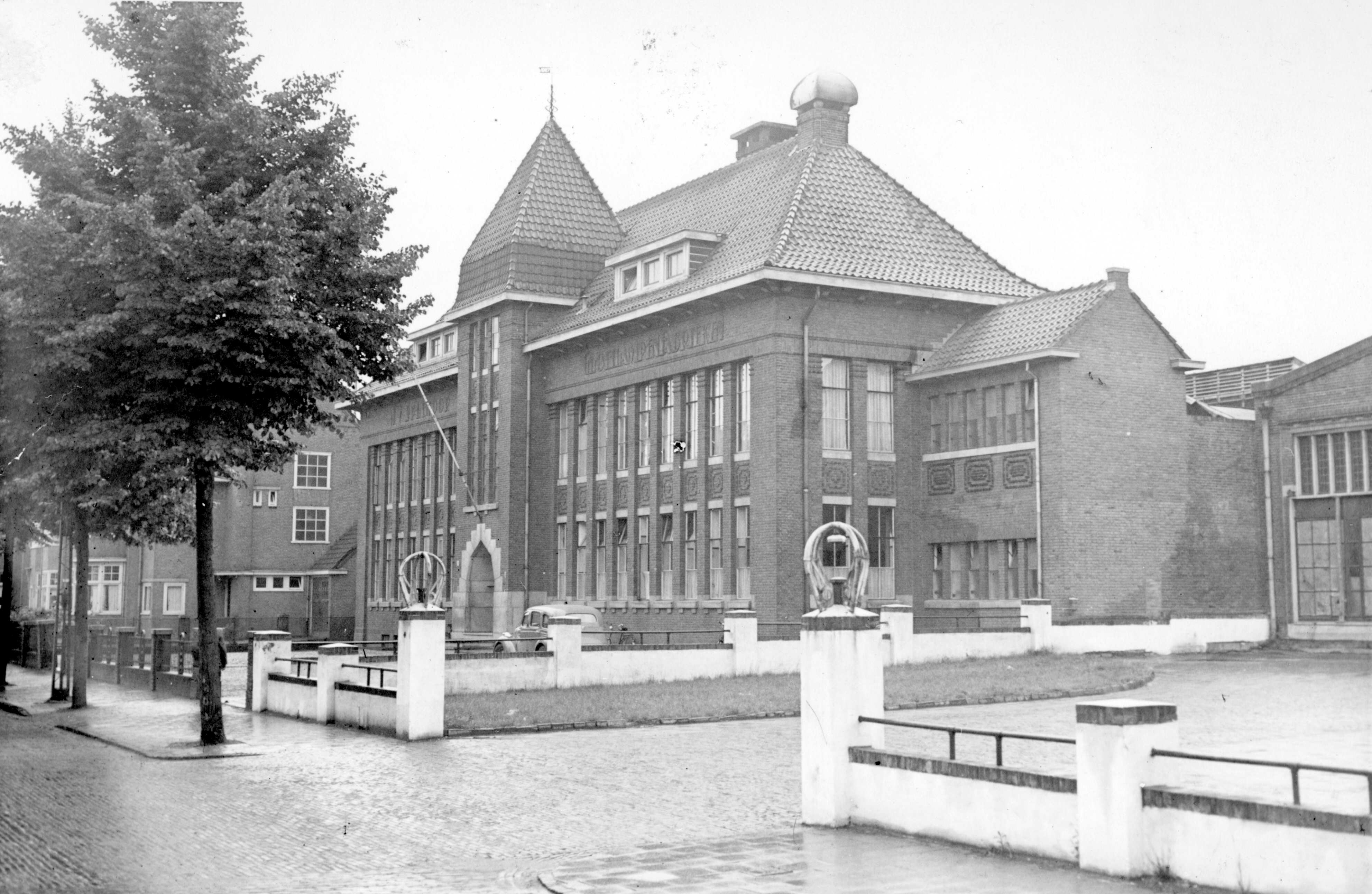
De Splendor Gloeilampenfabriek in 1950

Na de bevrijding breidde het bedrijf aanzienlijk uit. Onder leiding van de nieuwe directeur Kuylaars werd besloten over te gaan tot grootscheepse renovatie en uitbreiding van gebouwen en de installatie van nieuwe machines. Het ging hierbij onder andere om de inpakkerij, expeditieafdeling, het schaftlokaal en lakkeerinrichting. Naarmate de welvaart toenam en daardoor krapte op de arbeidsmarkt ontstond, verbeterde het bedrijf zijn arbeidsvoorwaardenbeleid met een winstdelingsregeling, hogere bijdrage aan de pensioenkas en mogelijkheden tot het volgen van cursussen. Ook kocht men in 1957 vijf panden om stafmedewerkers te huisvesten.
In 1959 besloot het bedrijf om opnieuw uit te breiden. Men bouwde een nieuw kantoorpand en een magazijngebouw van drieduizend vierkante meter.  De stijgende kosten,  toenemende concurrentie, de lage marge waren oorzaak van een teruglopende winstgevendheid. In 1960 werkten er 700 mensen bij het bedrijf. De directie besloot in 1964 om het marktaandeel te vergroten door het overnemen van andere kleinere gloeilampenfabrieken, waaronder:   
- Xela te Nijmegen
- Graansma Autoverlichting te Amersfoort
- Gloeilampenfabriek Heuga te Arnhem
- Esco Electric te Tilburg
- Sigor te Wuppertal

De overnames zorgden voor onvoorziene problemen met betrekking tot voorraad- en merkbeheersing. In 1967 werd als oplossing een nieuw expeditiebedrijf, genaamd NV Interveem, te Wijchen opgericht. Ook werd het productenpakket uitgebreid met kerstboomverlichting, batterijen en armaturen. In 1972 ging men over op de Philips-cao. In hetzelfde jaar werd de organisatiestructuur zodanig gewijzigd dat Splendor een BV werd met Philips als belangrijkste aandeelhouder.

### Ondergang
Na de energiecrisis van 1973 begon de omzet terug te lopen. Kon dit aanvankelijk worden gecompenseerd met exportorders en werktijdverkorting, uiteindelijk leidde het tot geleidelijke sluiting van productieafdelingen zoals de fabricage van miniatuurlampen in 1977. Een jaar later werd door toenemende concurrentie vanuit het Oostblok en Verre Oosten ook de fabricage van de kaarslampengroepen stopgezet. Eind 1978 besloot de directie van Splendor om de gehele productieafdeling te sluiten, hetgeen zou betekenen dat ongeveer 200 van de 330 werknemers hun baan zouden verliezen.   Uiteindelijk werd de fabriek aan de Sint Annastraat gesloten in 1982.

### Na de sluiting van de Splendorfabriek
Na de sluiting van de productiefabriek werden de overige activiteiten verdeeld over 2 vestigingen:
- St. Annastraat Nijmegen
- Interveem Wijchen : hier werd een "NaStempelCentrum" opgezet waar ook staffuncties, administratie, logistiek, verkoop binnen- en buitenland werden gehuisvest.

In 1991 werd echter in het kader van operatie Centurion, ook het NaStempelCentrum opgeheven en werden de activiteiten in het buitenland gestaakt. Hierdoor kwamen 100 van de 150 arbeidsplaatsen te vervallen.  De nieuwe afgeslankte organisatie richtte zich onder leiding van dhr. Rosenbaum en later dhr. Emans, volledig op de Nederlandse markt. De productenrange uit de Philipsfabrieken werd aanzienlijk uitgebreid. In 1994 werden zowel firma als merk in het kader van het Europese merkenbeleid van het concern omgedoopt in MAZDA Licht.
Tegenwoordig wordt de Splendorfabriek gebruikt als bedrijfsverzamelgebouw voor creatieve ondernemers.